# Laxenecera moialeana
Laxenecera moialeana är en tvåvingeart som beskrevs av Seguy 1939. Laxenecera moialeana ingår i släktet Laxenecera och familjen rovflugor.
Artens utbredningsområde är Etiopien. Inga underarter finns listade i Catalogue of Life.